# Piper Flitfire
O Flitfire foi uma edição especial do Piper J-3 Cub usada para arrecadar fundos em apoio ao esforço de guerra britânico na Segunda Guerra Mundial. O nome "Flitfire" é um trocadilho que se refere ao avião de caça mais conhecido da RAF, o Supermarine Spitfire, que foi e é um símbolo da resistência britânica durante a Batalha da Grã-Bretanha.
Em abril de 1941, antes da entrada dos Estados Unidos na Segunda Guerra Mundial, a Piper Aircraft e seus distribuidores criaram e doaram essa edição especial do Piper J-3 Cub como um evento publicitário e também como forma de arrecadar fundos para o "RAF Benevolent Fund" (RAFBF). Esses Cubs doados — pintados com a insígnia da Força Aérea Real — eram conhecidos como "Flitfires".
Este programa de arrecadação de fundos consistiu em 49 aeronaves "Flitfire", uma paga pela Piper Aircraft e 48 pelos distribuidores da Piper. Todos foram construídos pela Piper. Havia um "Flitfire" batizado com o nome de cada um dos 48 estados da união na época. Esse conjunto de aviões era coloquialmente conhecido como "The Flitfire Brigade".

## Concepção
Durante a Batalha da Grã-Bretanha (10 de julho a 31 de outubro de 1940), a "Royal Air Force" (RAF) sofreu pesadas baixas, perdendo 1.420 membros: 520 no Comando de Caça, 700 no Comando de Bombardeiros e 200 no Comando Costeiro. O "RAF Benevolent Fund" (RAFBF), uma instituição de caridade independente criada após a Primeira Guerra Mundial para apoiar as vítimas da RAF e suas famílias, trabalhou para fornecer bem-estar à RAF e às famílias que foram afetadas no novo conflito.

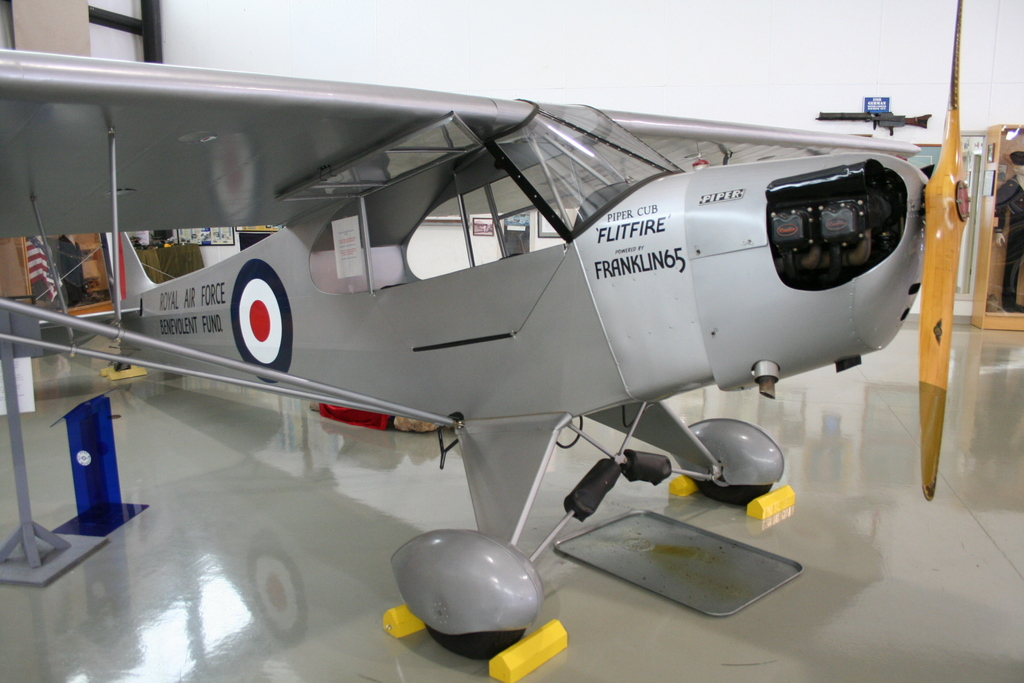
O Flitfire NC1776 no North Carolina Aviation Museum.

O RAFBF foi apoiado por um fabricante de aeronaves leves nos Estados Unidos, a "Piper Aircraft Corporation" de Lock Haven, Pensilvânia. Como uma expressão de encorajamento para a RAF, o presidente da Piper William T. Piper decidiu doar um único Piper J-3 Cub como um grande prêmio nacional, com todos os rendimentos indo para o RAFBF. No início de abril de 1941, Bill Strohmeier, Gerente de Vendas e Promoção da Piper, encorajou os revendedores da Piper em todo o país a solicitar outros para seu próprio uso. O acabamento prateado especial com o roundel de estilo RAF foi incluído sem nenhum custo adicional para os revendedores. Strohmeier solicitou aos 48 revendedores Piper dos EUA que doassem um Cub, o que representaria o estado de sua escolha. Para cada doação, a Piper reservou 20 minutos de tempo de fabricação, o que foi suficiente para construir uma aeronave. Um total de 49 "Cubs" foram doados para apoiar a arrecadação de fundos, um batizado para cada um dos 48 estados, mais a doação inicial de William Piper registrada como NC1776. Todos os fundos arrecadados foram para o RAFBF e nenhum foi para despesas.

## Um "Cub Prata" com insígnia RAF
O primeiro Flitfire, matrícula "NC1776", um "J3F-65", número de série 6600, era movido por um motor Franklin de 65 hp (48 kW) doado pelo fabricante a "Aircooled Motors Corporation". A "Civil Aeronautics Administration" atribuiu o número de registro "NC1776" a esta aeronave, simbolizando a ajuda do Benevolent Fund à Grã-Bretanha da mesma maneira que o Lend Lease Act, que tinha o número do Congresso HR1776. O "Lend Lease Act" de março de 1941 foi o principal veículo para os EUA fornecerem ajuda militar a nações estrangeiras antes de sua entrada na Segunda Guerra Mundial.
Os outros quarenta e oito Cubs tinham um de três motores: Continental, Lycoming ou Franklin. Para homenagear a RAF, em vez da cor amarela do Cub, os aviões "Flitfire" foram pintados de prata com a insígnia ("roundel") da RAF, nas asas e fuselagem; um estandarte vermelho, branco e azul foi pintado no estabilizador vertical. O "NC1776" foi distinguido dos outros 48 Flitfires pelas palavras completas "Royal Air Force Benevolent Fund" pintadas em sua fuselagem atrás do roundel da RAF; os outros Flitfires tinham a abreviatura "R.A.F. Benevolent Fund". O nome do Estado de cada aeronave foi pintado em seu capô frontal. Todos os "Flitfires" foram produzidos na fábrica de Lock Haven em doze dias entre 10 e 22 de abril de 1941. Os 49 Cubs foram apelidados de "Flitfires" pelos trabalhadores da fábrica da Piper por causa de suas marcas, que eram semelhantes às famosas aeronaves Supermarine Spitfire usadas durante a Batalha da Grã-Bretanha.

## De Lock Haven para Nova York

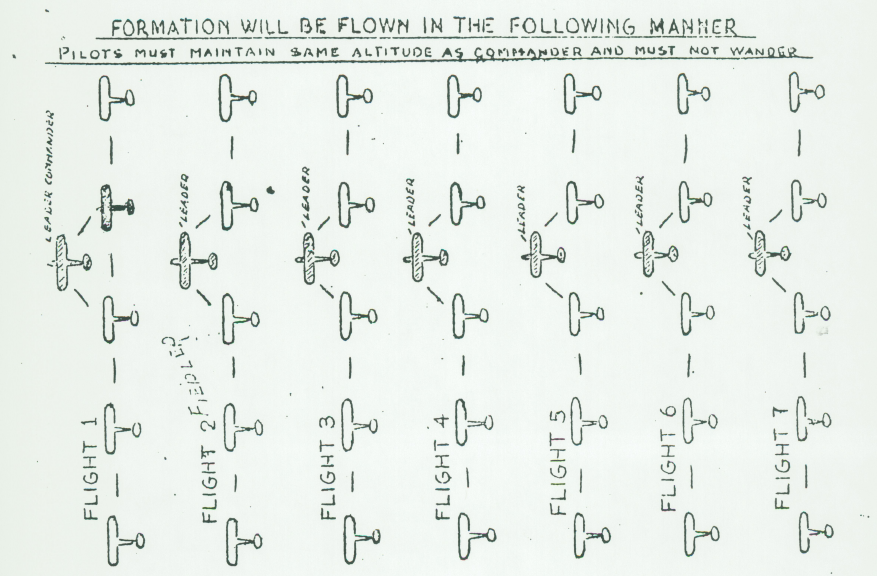
Formação de voo da Flitfire Brigade.

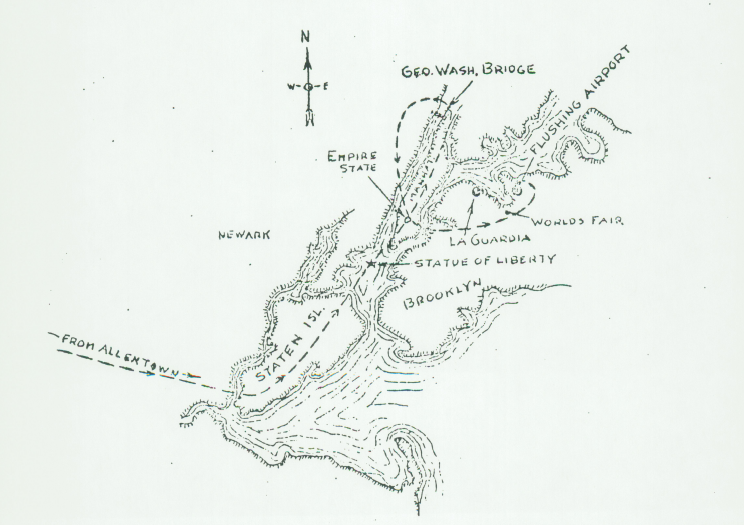
Trajetória do voo sobre a cidade de Nova York.

Os "Cubs de prata" que compunham a "Flitfire Brigade" deixaram Lock Haven no domingo, 27 de abril de 1941. T.H. Miller, da Lehigh Aircraft Co., era o comandante do vôo. Preparativos consideráveis foram feitos para organizar o vôo em formação militar. Os "Flitfires" foram pilotados em formação precisa por funcionários-pilotos da Piper, conhecidos como "Cub Fliers". William Piper voou na Brigada como um piloto de linha. Sete esquadrões de sete aviões decolaram, um após o outro, sob a direção de líderes de esquadrão que incluíam o irmão de William Piper, Tony Piper. Os Cubs pousaram no Aeroporto Allentown-Bethlehem (agora Aeroporto Internacional Lehigh Valley) para reabastecimento. Apesar dos ventos de 40 km/h, com rajadas de 56 km/h, todos os Cubs pousaram em Allentown em 12 minutos. Cinco mil pessoas compareceram para testemunhar o rápido reabastecimento e partida.
Após uma decolagem em massa de Allentown, os aviões voaram em formação sobre a área metropolitana de Nova York. O vôo de formação foi visto pela primeira vez sobre Staten Island, ponto em que mergulharam em saudação à Estátua da Liberdade; em seguida, prosseguiu para Manhattan e Central Park e para a ponte George Washington. Uma ampla curva para a esquerda 180 graus trouxe a brigada rio abaixo até o Empire State Building, então a leste para um ponto ao sul do terreno da Feira Mundial até o Aeroporto de Flushing, onde eles ficaram estacionados antes de seguirem para o Aeroporto LaGuardia.
Na terça-feira, 29 de abril de 1941, os "Flitfires" deixaram o aeroporto de Flushing e foram para o campo de LaGuardia em grupos de seis, além do líder do esquadrão voando em formação cerrada. A taxa normal de aterrissagem de US$ 2,50 foi dispensada pelo prefeito de LaGuardia. O tráfego era controlado por carros de aeroporto usando rádios bidirecionais. Cada aeronave estava equipada com um rádio portátil emprestado pela Lear Avia Inc. O controle dos voos era possível através desses aparelhos de rádio, apesar dos "Flitfires" não serem equipados com antenas externas ou ignições blindadas. O pouso da "Flitfire Brigade" em Nova York foi o maior pouso em massa já tentado até aquele momento.

## Festa de gala em Nova York
Mais de 1.000 líderes sociais e de negócios, estrelas do palco e da tela, e entusiastas da aviação participaram de um evento "Black Tie" para comemorar a chegada dos "Flitfire Cubs" na cidade de Nova York. Também estiveram presentes os convidados de honra, vários oficiais da Marinha Real cujo navio, o encouraçado HMS Malaya, estava em Nova York para reparos e reequipamento. O prefeito da cidade de Nova York, Fiorello La Guardia, nomeou Thomas Beck, presidente do RAFBF, como o "Prefeito especial e extraordinário da cidade de Nova York" a partir das 21h. até o encerramento das festividades. Os aviões foram batizados simultaneamente por 48 modelos que estouraram balões de ar vermelhos, brancos e azuis, presos à hélice de cada aeronave. Com assistência do prefeito LaGuardia, William Piper entregou os aviões para Thomas Beck.
As festividades foram realizadas no "Kitty Hawk Room" no prédio da administração do aeroporto. Houve um jantar e show seguido de coquetéis. Em seguida foi realizado o sorteio do NC1776, que foi ganho por Jack Krindler da cidade de Nova York. Isso foi seguido por jogos que incluíam o "garter toss" ("lançamento de ligas") e uma máquina de última geração onde os convidados podiam "Bombardear Berlim por um dólar!" junto com outros entretenimentos. Essas atividades arrecadaram mais fundos para a RAF. Naquela noite, os 1.000 participantes do baile de gala arrecadaram US$ 12.000,00 adicionais para o RAFBF.

## Viagens de arrecadação de fundos
No dia seguinte às cerimônias, os 48 "Flitfires" deixaram LaGuardia para viagens de arrecadação de fundos, cada um indo para o estado que lhe deu o nome. Posteriormente, pouco se sabe sobre cada "Flitfire". Muitos distribuidores os usaram em passeios de entretenimento e outros truques para arrecadar dinheiro para famílias de pilotos da RAF que foram perdidos em combate. Alguns dos "Flitfires" foram sorteados. Alguns "Flitfires" foram vendidos para escolas de vôo e continuaram a apoiar a guerra, treinando pilotos no "Civilian Pilot Training Program" e no "War Training Service" (WTS).
O "Flitfire" original, matrícula "NC1776", voou por todos os Estados Unidos em um "War Bond Tour" por vários pilotos, incluindo J. Raymond Worth, Leo Arany e Orville Wright. Depois de viajar pelos EUA, o "NC1776" foi vendido para a Safair, uma operadora de base fixa ("fixed-base operator" - FBO) localizada em Sunbury, Pensilvânia, onde serviu como um avião de treinamento para o Departamento de Defesa. Em 9 de agosto de 1941, Kenneth A Turner, um colegial de 17 anos, ganhou o "Flitfire New Jersey" como prêmio no 32o carnaval anual da "Basking Ridge Fire Company". Turner imediatamente o vendeu por US$ 1.200,00 para a instalação de treinamento de vôo do "Army Air Corps" no Aeroporto de Somerset Hills. Em setembro de 1941, Ivan Stone, da Virgínia Ocidental, voou com seu "Flitfire" para o agora abandonado Aeroporto de Princeton, na Virgínia Ocidental. Também em 1941, Leo Arany voou em um "Flitfire" para o aeroporto Clatsop em Astoria, Oregon. Em junho de 1941, Lon Cooper, um instrutor de voo primário do "Army Air Corps" dos EUA, relatou treinamento em um "Flitfire" prata no "Johnston Flying Service" no Aeroporto Albert Whitted em St. Petersburg, Flórida. O "Flitfire Wisconsin" foi adquirido em 24 de abril de 1941 pela Stainislaw Aircraft Inc., um revendedor Piper em West Bend, Wisconsin. Foi vendido para a Racine Flying Service, Inc. em julho de 1941, que o operou em Wisconsin até 1951.

## Flitfires existentes
Após a guerra, todos os "Flitfires" haviam desaparecido em mãos de proprietários privados e na obscuridade. Nos 70 anos seguintes, muitos se tornaram não aeronavegáveis. Os poucos que ainda estavam voando foram repintados na tradicional cor "yellow Cub", ocultando a história do "Flitfire". À medida que se aprendeu mais sobre sua história única, vários foram restaurados de volta ao seu esquema de pintura original. Em 1991, o "Flitfire Wisconsin", o 22º Cub a sair da linha Flitfire da Piper em 16 de abril de 1941, foi restaurado no Aeroporto Internacional Rickenbacker em Columbus, Ohio. Foi a primeira aeronave "Flitfire" nos Estados Unidos a ser restaurada às cores originais de 1941.
Desde então, pelo menos três outros "Flitfires" foram restaurados ao seu acabamento original prata-fosco: o "Flitfire NC1776", o "Flitfire New Jersey" e o "Flitfire Indiana". Após uma restauração meticulosa, o "Flitfire NC1776" está em exibição no "North Carolina Aviation Museum" em Asheboro. Em 2015, o "Flitfire New Jersey" ganhou o "Sentimental Journey Award" de Melhor J-3 Cub. Também em 2015, doze "Flitfires" estavam em condições de aeronavegabilidade e registrados na FAA. Em 1963, um Flitfire foi exportado para o Canadá e em 1971 outro foi exportado para a Alemanha. Em 1992, foi relatado que o Flitfire na Alemanha ainda estava voando.